# جیمز تونی
جیمز تونی (انگلیسی: James Toney؛ زادهٔ ۲۴ اوت ۱۹۶۸) ورزشکار هنرهای رزمی ترکیبی و بوکسور اهل ایالات متحده آمریکا است.